# Shenzhai (sockenhuvudort i Kina, Henan Sheng, lat 33,24, long 113,87)
Shenzhai är en sockenhuvudort i Kina. Den ligger i provinsen Henan, i den centrala delen av landet, omkring 170 kilometer söder om provinshuvudstaden Zhengzhou. Antalet invånare är 39 806. Befolkningen består av 20 172 kvinnor och 19 634 män. Barn under 15 år utgör 21,0 %, vuxna 15-64 år 65 %, och äldre över 65 år 13,0 %.
Runt Shenzhai är det tätbefolkat, med 442 invånare per kvadratkilometer. Närmaste större samhälle är Hexing, 10,5 km öster om Shenzhai. Trakten runt Shenzhai består till största delen av jordbruksmark.
Genomsnittlig årsnederbörd är 968 millimeter. Den regnigaste månaden är juli, med i genomsnitt 178 mm nederbörd, och den torraste är januari, med 9 mm nederbörd.